# Qin Shubao
Qin Shubao (chinois : 秦叔宝 ; pinyin : qín jìngdé) également appelé Qin Qiong (秦琼 / 秦瓊, qín qióng), né vers 571 et décédé en 658, est un général chinois du début de la dynastie Tang.
Il est avec Yuchi Jingde, un autre général de cette dynastie, un des deux principaux Dieux des Portes des religions chinoises.